# Vorblattloses Leinblatt

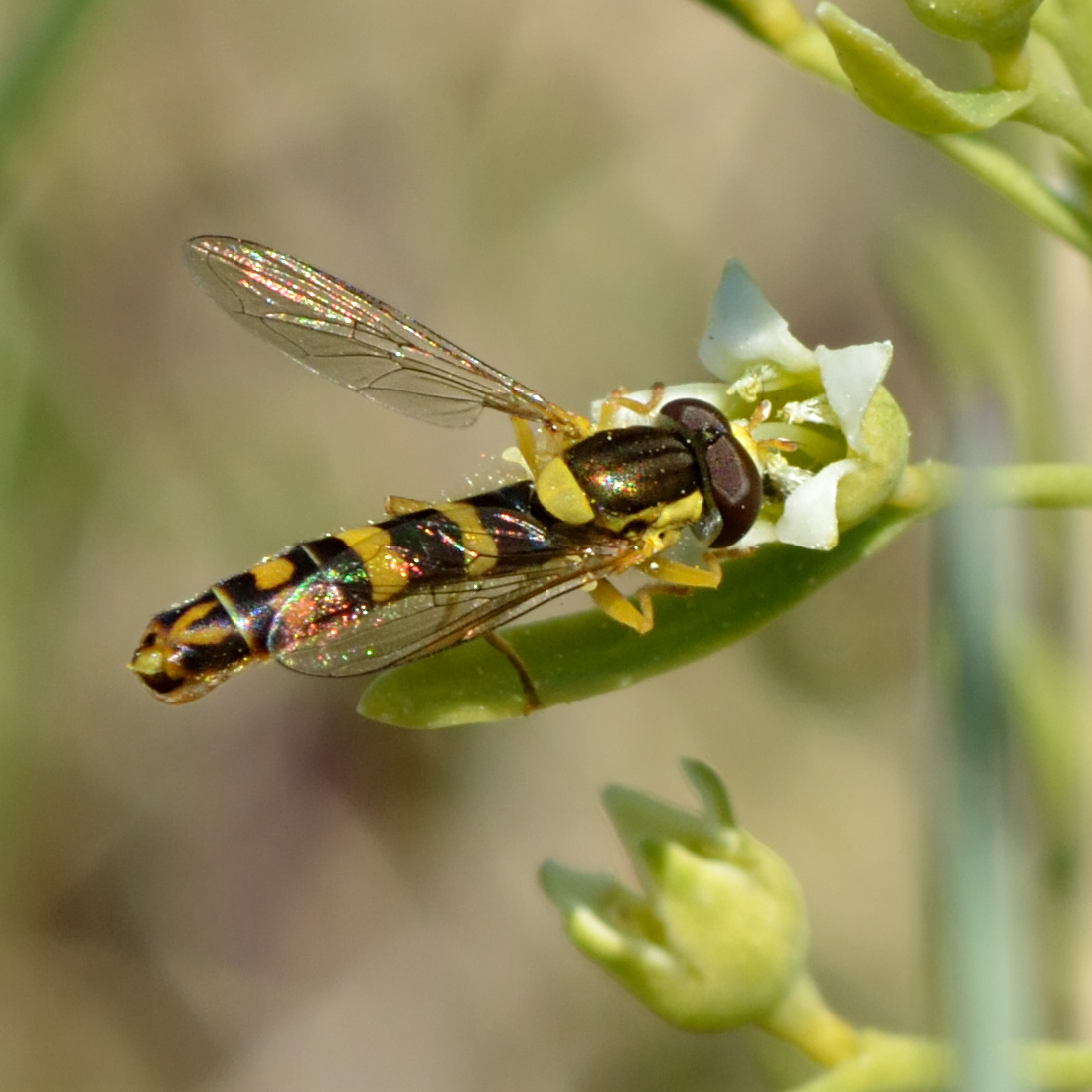

Das Vorblattlose Leinblatt (Thesium ebracteatum) ist eine Pflanzenart, die zur Familie der Sandelholzgewächse (Santalaceae) gehört.

## Beschreibung und Ökologie

### Vegetative Merkmale
Das Vorblattlose Leinblatt ist eine sommergrüne, krautige, ausdauernde Pflanze, die Wuchshöhen zwischen 10 und 30 Zentimeter erreicht. Sie bildet lange, kriechende Rhizome und Ausläufer. Dieser Halbschmarotzer entzieht anderen Pflanzenarten mittels Saugorganen im Wurzelbereich Nährstoffe.

### Generative Merkmale
Die Blütezeit erstreckt sich von Mai bis Juni. Die Stängel tragen den traubigen Blütenstand und setzen sich über dem Blütenstand mit einem blütenlosen Blattschopf fort. Die Blüten erscheinen jeweils zusammen mit nur einem Hochblatt, die Vorblätter fehlen. Die Blütenhülle ist fünfzählig.
Die ledrige Frucht ist kurz gestielt und zur Reifezeit länger als die verbleibende Blütenhülle. Die Ausbreitung der Samen erfolgt Ameisen.
Die Chromosomenzahl beträgt 2n = 24.

## Vorkommen
Der Verbreitungsschwerpunkt des Vorblattlosen Leinblattes liegt in Osteuropa, im östlichen Mitteleuropa und in Südosteuropa, hauptsächlich zwischen dem 50. und 55. Breitengrad. Im Baltikum erreicht das Vorblattlose Leinblatt einen nördlichen Vorposten. Nach Osten wird der Ural erreicht, einige Vorkommen existieren im asiatischen Teil Russlands. Im Westen liegt die Arealgrenze in Deutschland.
Insgesamt ist das Vorblattlose Leinblatt in Mitteleuropa sehr selten. In Mitteleuropa besiedelt das Vorblattlose Leinblatt Heiden im Tiefland in Gegenden mit günstigem Klima. Die Westgrenze des derzeitigen geschlossenen Verbreitungsgebiets liegt vermutlich im südöstlichen Brandenburg und im östlichen Sachsen. Westlich davon findet man nur isolierte Einzelstandorte. Da es fast ausschließlich auf Sandböden wächst, die für eine landwirtschaftliche Nutzung nicht brauchbar sind, dürften die wesentlichen Standorte in der Lüneburger Heide, in den Heiden bei Itzehoe und Mölln wohl erhalten bleiben. Hingegen sind einige Standorte westlich der Elbe, die noch Anfang des 20. Jahrhunderts bekannt waren, ebenso durch die Intensivierung der Landwirtschaft zerstört worden wie die im Thüringer Becken um Erfurt.
Das Vorblattlose Leinblatt gedeiht am besten auf warmen, sauren Sandböden. Bevorzugt werden sommerwarme Standorte. Meist wächst es in Gras- oder Heideflächen, etwa in Silbergrasfluren (Corynephorion canescentis) und bodensauren Trockenrasen (Koelerio-Phleion phleoides), kommt aber auch in Kiefernwäldern vor (Cytiso-Pinion).

## Gefährdung
In Deutschland sind nur noch vier Fundorte bekannt, es wird demnach auf der Roten Liste der gefährdeten Pflanzenarten von 1996 als vom Aussterben bedroht geführt und ist nach Bundesartenschutzverordnung streng geschützt. Da es in Europa insgesamt selten und gefährdet ist, wird es im Anhang der Berner Konvention aufgeführt, ebenso in Anhang II und IV der Fauna-Flora-Habitat-Richtlinie.